# 稲取
稲取（いなとり）は、静岡県賀茂郡東伊豆町の大字である。本項では1889年（明治22年）の町村制施行時に同区域に存在した稲取村、同村が町制施行した稲取町についても記す。

## 地理

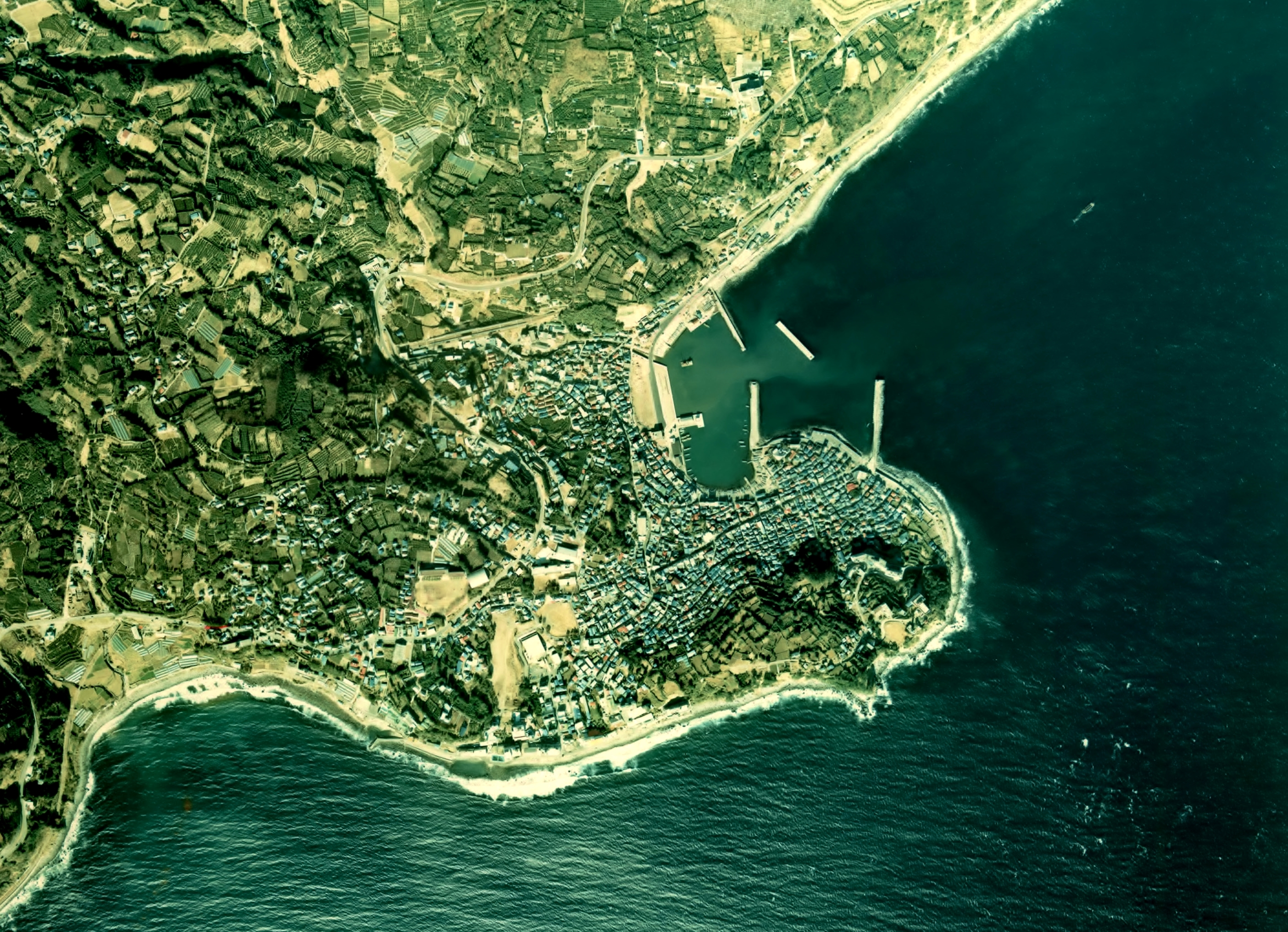
稲取の空中写真
1976年撮影。。

南東で相模灘に面し、北東で白田、南西で河津町見高、川津筏場と隣接する。国道135号が相模灘沿いを通過する。伊豆急行線伊豆稲取駅が所在する。稲取温泉、伊豆アニマルキングダムを抱える観光地でもある。
賀茂郡東伊豆町役場の所在地である。郵便番号は413-0411（集配局：熱川郵便局）。警察の管轄区域は全域が下田警察署。

### 河川
- 稲取大川

### 山岳
- 大峰山
- 浅間山

### 世帯数と人口
2015年（平成27年）10月1日時点の世帯数は2,565世帯、人口は5,915人である。

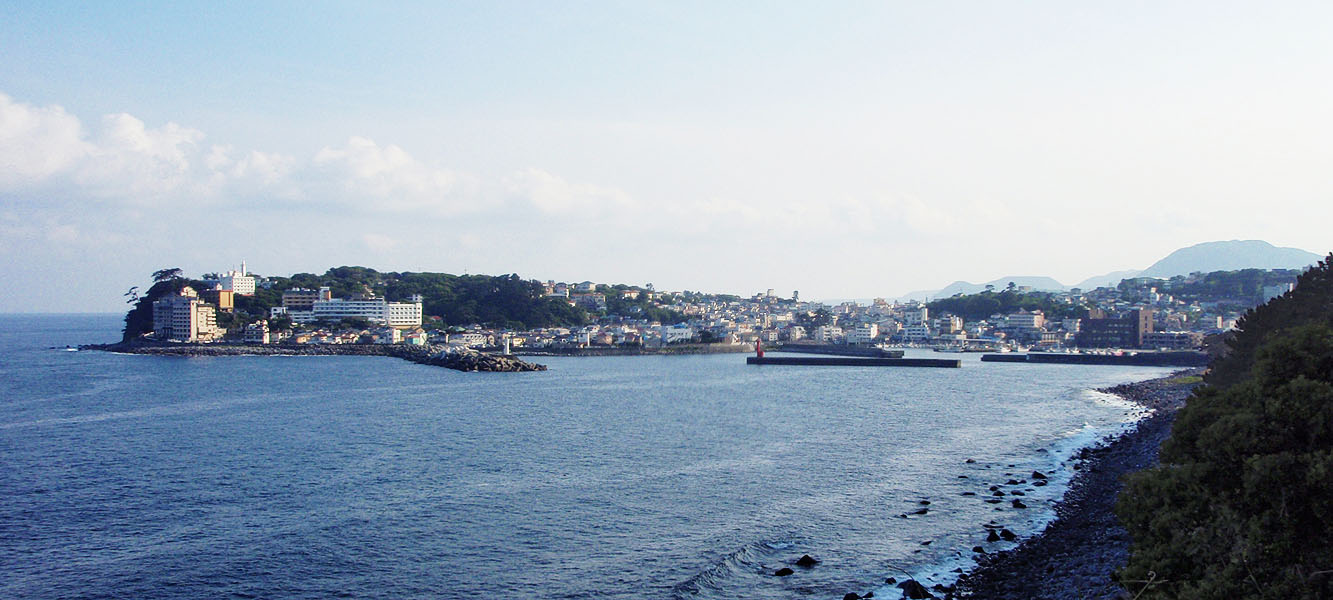
稲取の街並み

## 歴史
- 戦国時代 - 江梨鈴木氏の一族、鈴木繁時が来住したとされる。
- 幕末 - 沼津藩の管轄であった[5]。
- 1868年（慶応4年）7月13日 - 沼津藩が上総国菊間藩に転封され、韮山県の管轄となる。
- 1871年（明治4年）11月14日 - 第1次府県統合により全域が足柄県の管轄となる。
- 1876年（明治9年）4月18日 - 第2次府県統合により全域が静岡県の管轄となる。
- 1889年（明治22年）4月1日 - 町村制施行に伴い、近世からの稲取村が単独で自治体を形成し、賀茂郡稲取村が発足。
- 1920年（大正9年）12月1日 - 稲取村が町制施行し、稲取町となる。
- 1952年（昭和27年）2月12日 - 稲取港が第3種漁港に指定される[6]。
- 1959年（昭和34年）5月3日 - 稲取町と城東村が合併し、東伊豆町が発足[7]。現行の大字稲取となる。

## 経済

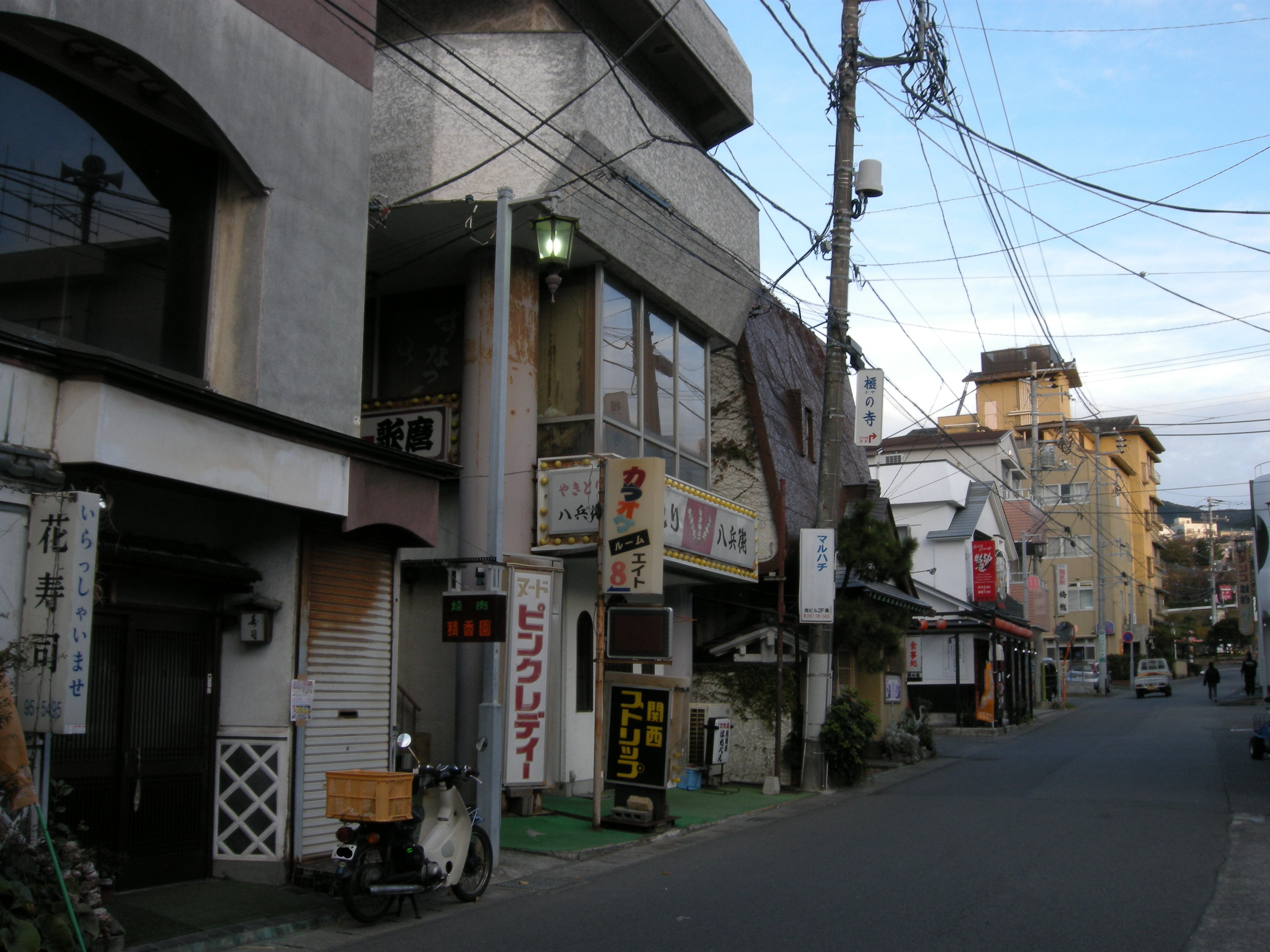
稲取温泉
- 稲取漁港

- 稲取温泉

## 教育

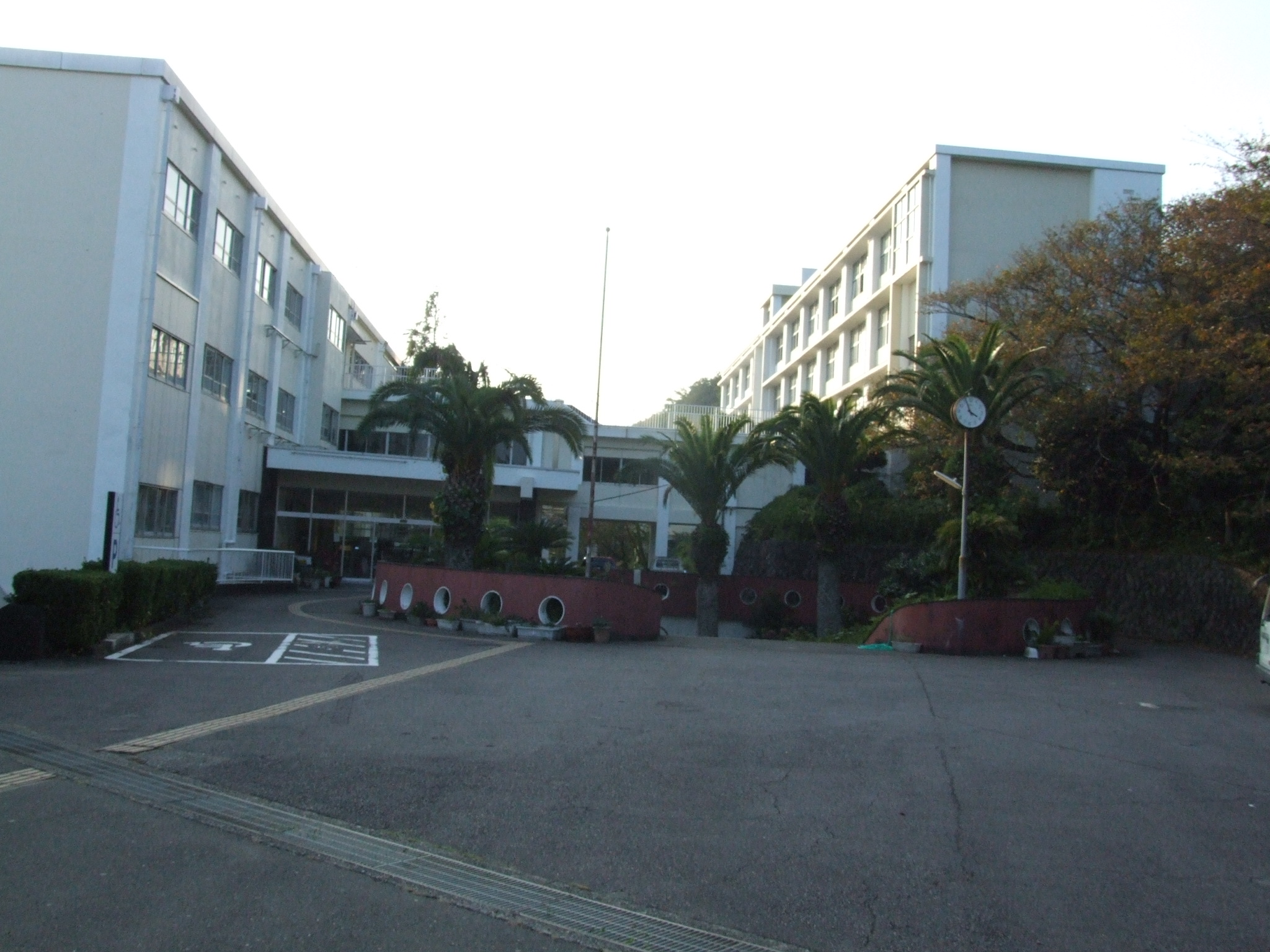
静岡県立稲取高等学校

### 高等学校
- 静岡県立稲取高等学校

### 中学校
- 東伊豆町立稲取中学校

### 小学校
- 東伊豆町立稲取小学校

## 交通

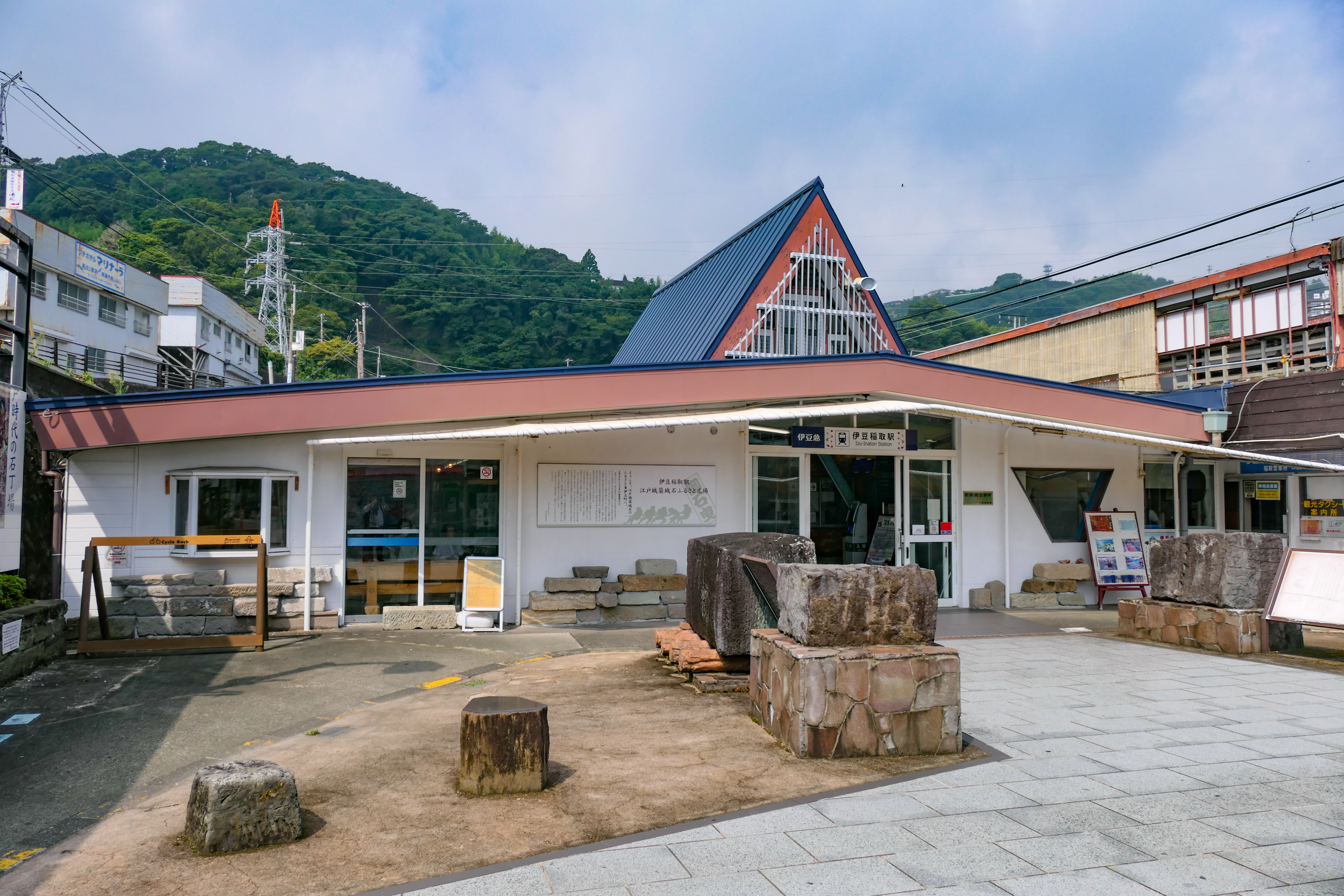
伊豆稲取駅

### 鉄道
伊豆急行
- 伊豆急行線 - 伊豆稲取駅が設置されている。

### バス
南伊豆東海バス
- 河津駅 - 今井浜 - 見高入谷口 - 志津摩 - 伊豆稲取駅 - 稲取高校上
- 志津摩 - 伊豆稲取駅 - 稲取高校上 - 伊豆アニマルキングダム

東伊豆町自主運行バス
- 大川公民館 - 北川温泉 - 熱川温泉 - 白田海岸 - 稲取高校上 - 伊豆稲取駅 - 志津摩

### 道路
- 国道135号（東伊豆道路）
- 静岡県道114号稲取港線
- 静岡県道348号稲取停車場線

### 港湾
- 稲取港 - 東海汽船が稲取港と伊豆大島を季節運航で結んでいる。

## 施設

東伊豆町役場

- 東伊豆町役場
- 東伊豆町立稲取幼稚園
- 稲取保育園
- 稲取郵便局
- 伊豆東部総合病院
- マックスバリュ稲取店
- 稲取マリンスポーツセンター

## 名所・旧跡

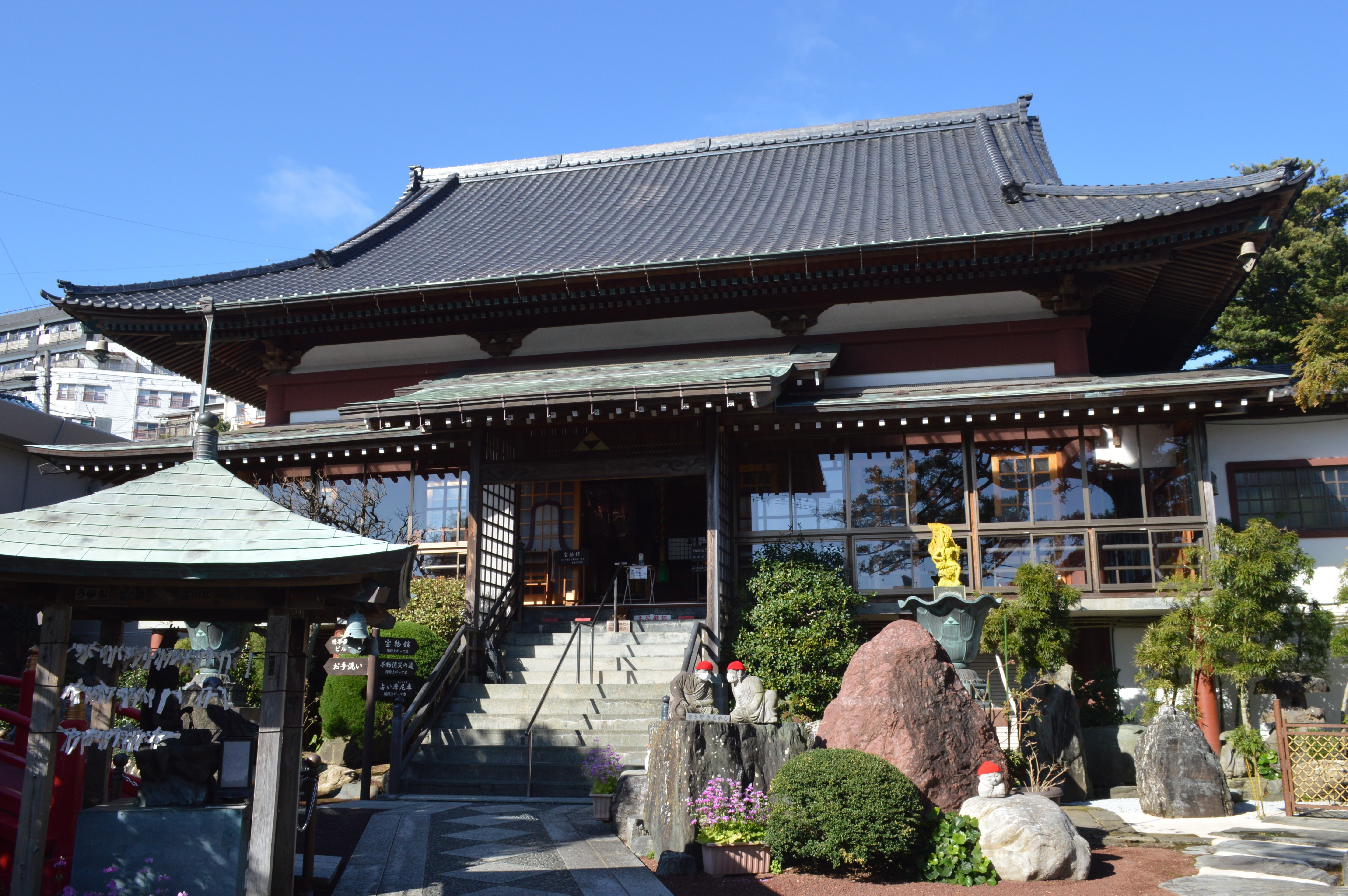
済廣寺

- 済廣寺 - 「済広寺のカヤ」が静岡県指定天然記念物。
- 蓮行寺
- 成就寺
- 正定寺
- 吉祥寺
- 栄昌院
- 稲取八幡神社 - 稲取の総鎮守。
- 磯辺神社
- 素盞嗚神社
- 愛宕神社
- 龍宮神社
- どんつく神社
- 三島神社
- 若宮神社
- 愛宕神社
- 山神社
- 熊野神社

## 祭事・催事

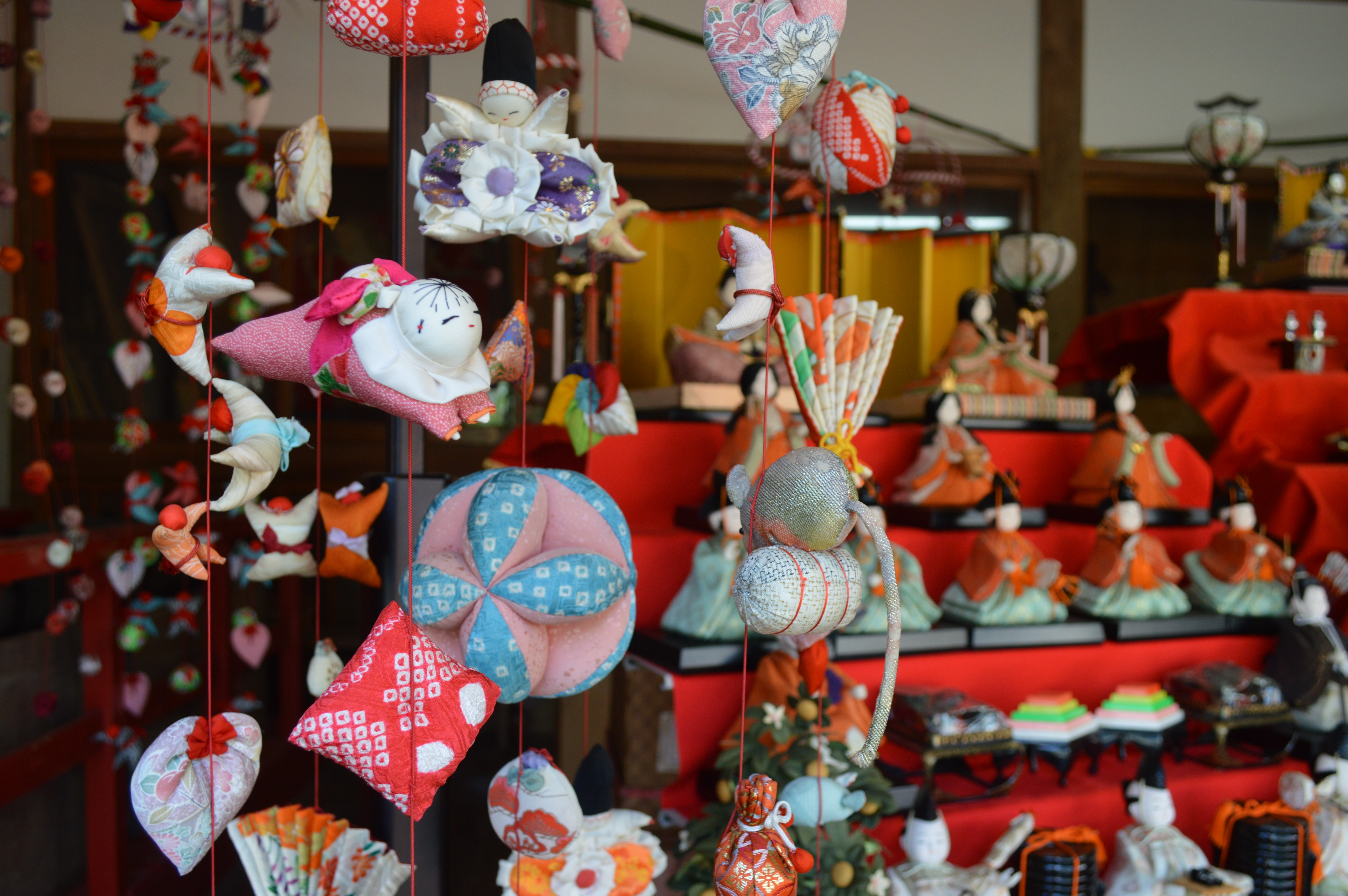
雛のつるし飾り

- 雛のつるし飾り - 雛のつるし飾りは「日本三大つるし飾り」とされ、稲取はつるし飾りの発祥地を主張している。
- どんつく祭